# Marcadet – Poissonniers metróállomás
A Marcadet – Poissonniers egy metróállomás Franciaországban, Párizsban a párizsi metró 4-es és 12-es metróvonalán. Tulajdonosa és üzemeltetője a RATP.

## Metróvonalak
Az állomást az alábbi metróvonalak érintik:
- 4-es metróvonal
- 12-es metróvonal

## Kapcsolódó állomások
A metróállomáshoz az alábbi állomások vannak a legközelebb:
- Simplon (Porte de Clignancourt, 4-es metróvonal)
- Château Rouge (Bagneux–Lucie Aubrac metróállomás, 4-es metróvonal)
- Marx Dormoy (Mairie d’Aubervilliers, 12-es metróvonal)
- Jules Joffrin (Mairie d’Issy, 12-es metróvonal)